# Llista d'espècies de psitacosaure

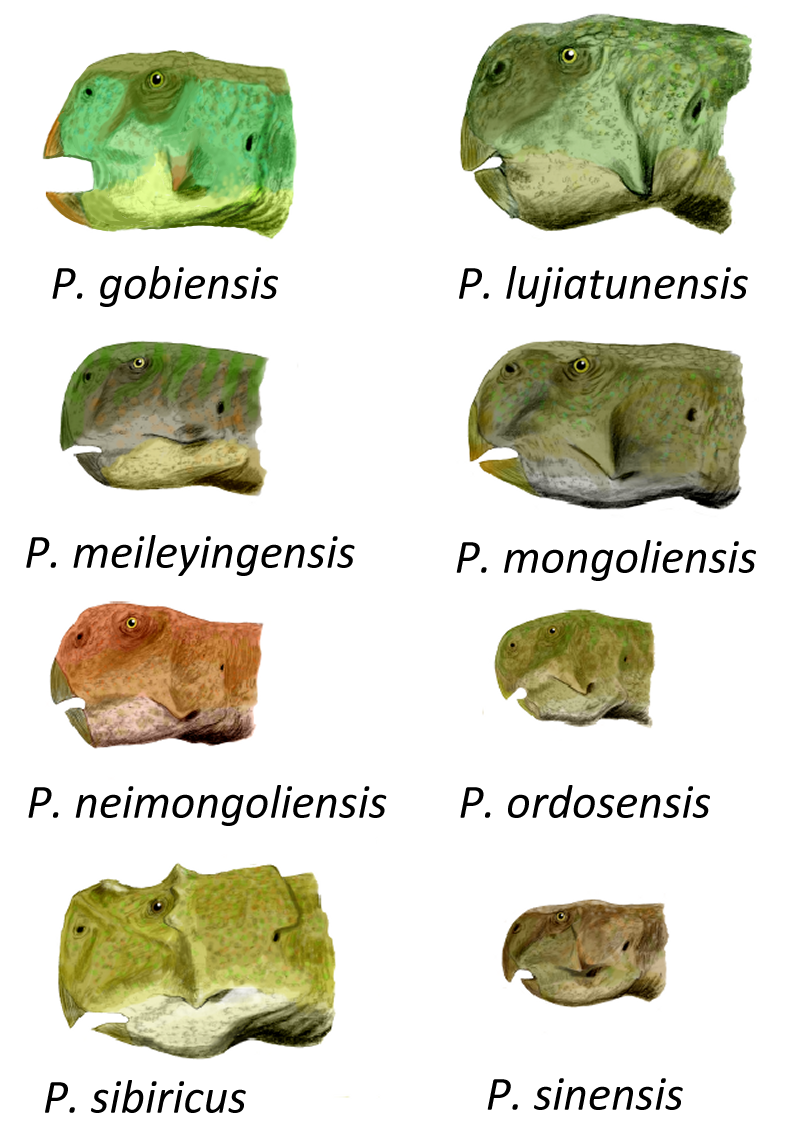
Il·lustracions de vuit de les espècies de psitacosaure, dibuixades a escala.

S'han assignat divuit espècies al gènere extint de dinosaure ceratop psitacosaure (Psittacosaurus), tot i que només entre nou i onze es consideren vàlides. Aquest és el nombre més elevat d'espècies vàlides assignades a un únic gènere de dinosaure (sense incloure els ocells). De fet, la majoria de gèneres de dinosaures contenen una única espècie.
En tant que algunes espècies es coneixen només a partir de material del crani, les espècies de psitacosaure es distingeixen principalment per trets del crani i les dents. També es poden reconèixer nombroses espècies per característiques de la pelvis. Les estimacions generals de la mida de la majoria d'espècies no s'han publicat o no estan disponibles per la manca de fòssils. Tanmateix, s'han publicat mesures del crani o el fèmur per a totes les espècies ben establertes, i es poden utilitzar com a base per a la seva comparació.

## Psittacosaurus mongoliensis(tipus)

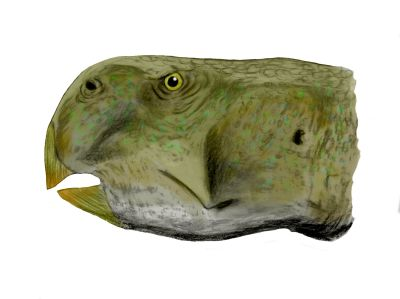
Psittacosaurus mongoliensis.

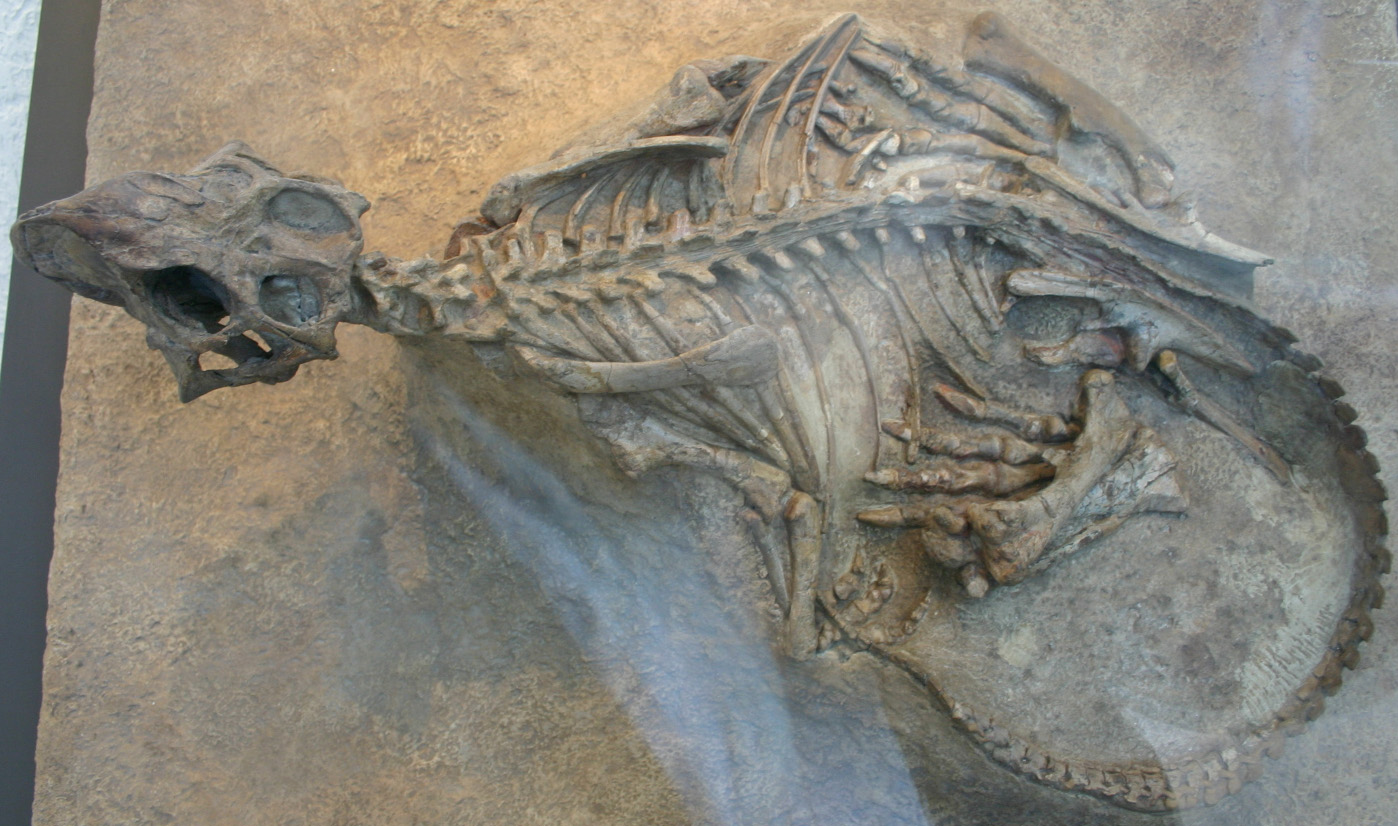
Holotipus de Psittacosaurus mongoliensis, American Museum of Natural History

Psittacosaurus mongoliensis és l'espècie tipus del gènere, anomenada pel paleontòleg americà Henry Fairfield Osborn l'any 1923. Les restes d'aquest dinosaure es van trobar per primera vegada un any abans, durant la tercera expedició del Museu Americà d'Història Natural al desert de Gobi de Mongòlia, quan un dels conductors de l'expedició va trobar l'espècimen tipus (AMNH 6254). Aquesta mateixa expedició va recuperar restes fòssils d'altres dinosaures mongols famosos, incloent-hi el protoceratop, Oviraptor i Velociraptor. Moltes expedicions posteriors de paleontòlegs mongols, russos, xinesos, americans, polonesos, japonesos i canadencs també van recuperar espècimens de tota Mongòlia i del nord de la Xina. En aquestes àrees, els fòssils de Psittacosaurus mongoliensis es troben en la majoria d'estrats sedimentaris de l'Aptià fins a l'Albià del Cretaci inferior, fa aproximadament entre 125 i 100 milions d'anys. S'han recuperat les restes fòssils de 75 individus, incloent-hi prop de 20 esquelets complets amb crani. Es coneixen individus de totes les edats, des de cries de menys de 13 centímetres de longitud, fins a adults molt vells que gairebé arriben als 2 metres de longitud.
Els cranis de P. mongoliensis són plans a la part superior, especialment sobre la part posterior del crani, amb una depressió triangular, la fossa antorbitària, a la superfície externa de la maxil·la. Una brida és present en el marge inferior del dentari (l'os que conté les dents de la mandíbula inferior), tot i que no és tan prominent com en P. meileyingensis o P. major. P. mongoliensis es troba entre les espècies més grosses conegudes. El crani de l'espècimen tipus, que probablement era jove, fa 15,2 centímetres de longitud i està associat a un fèmur de 16,2 centímetres de longitud. Altres espècimens són més grans, amb el fèmur més gran documentat que fa uns 21 centímetres de longitud.

## Protiguanodon mongoliense
Quan Osborn descrigué a Psittacosaurus mongoliensis l'any 1923, també va donar el nom de Protiguanodon mongoliense a un altre esquelet trobat a prop, pensant que es tractava d'un ancestre d'un ornitòpode Iguanodon. Quan l'esquelet fou més ben preparat, va tornar-se clar que era pràcticament idèntic a Psittacosaurus mongoliensis. L'any 1958, el paleontòleg xinès Yang Zhongjian (més ben conegut com a C.C. Young) va canviar de nom l'esquelet a Psittacosaurus protiguanodonensis. Actualment l'espècimen s'atribueix generalment a l'espècie Psittacosaurus mongoliensis i el nom Protiguanodon mongoliense i Psittacosaurus protiguanodonensis són considerats com a sinònims més moderns de Psittacosaurus mongoliensis, que fou creat en primer lloc.

## Psittacosaurus protiguanodonensis

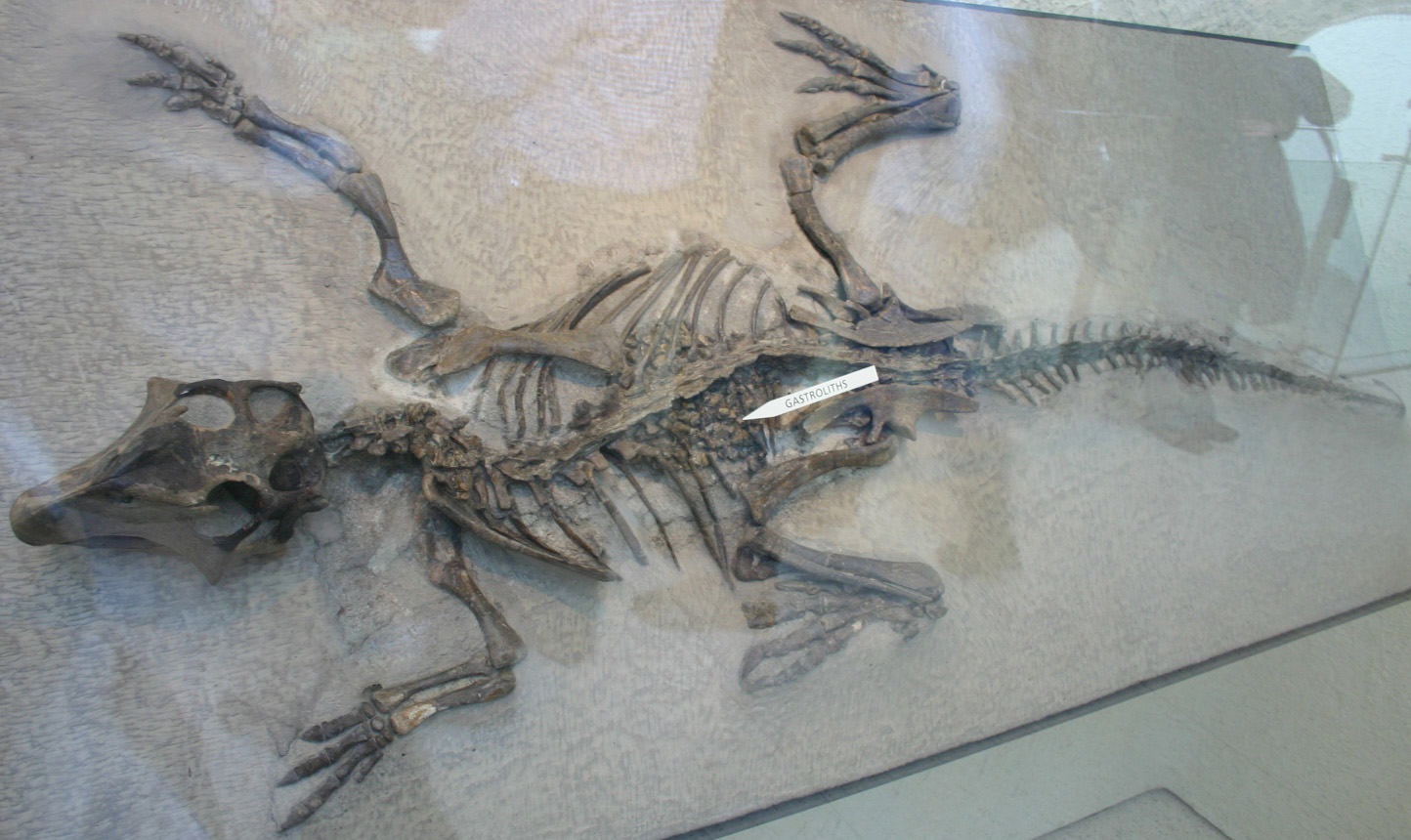
Espècimen de Psittacosaurus mongoliensis AMNH 6254, que prèviament s'havia atribuït a "Protiguanodon" i "Psittacosaurus protiguanodonensis"

Vegeu Protiguanodon mongoliense.

## Psittacosaurus osborni
L'any 1931, C.C. Young va anomenar una nova espècie de psitacosaure a partir d'un crani parcial descobert a Mongòlia Interior, Xina. El crani fou anomenat P. osborni en honor de Henry Fairfield Osborn. Actualment els paleontòlegs consideren que aquest espècimen pertany a P. mongoliensis, que es troba prop dels estrats de la mateixa antiguitat.

## Psittacosaurus tingi
Young descrigué l'espècie Psittacosaurus tingi en el mateix informe de l'any 1931 que també contenia P. osborni. Està basat en nombrosos fragments de crani. Més tard va fer sinònimes les dues espècies sota el nom de P. osborni. Ara es considera que les dues espècies pertanyen a P. mongoliensis.

## Psittacosaurus sinensis

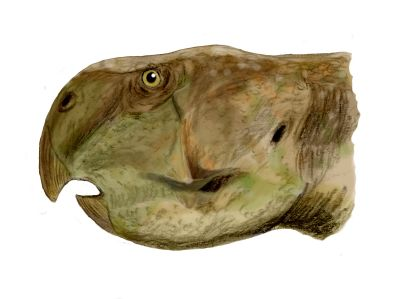
Psittacosaurus sinensis.

En la dècada dels 1950, es va trobar una nova espècie xinesa de psitacosaure als estrats de l'Aptià-Albià de la formació Qingshan de la provínicia de Shandong, al sud-est de Pequín. C.C. Young la va anomenar Psittacosaurus sinensis per a diferenciar-lo de P. mongoliensis, que s'havia trobat originalment a Mongòlia. Des d'aleshores s'han recuperat fòssils de més de vint individus, incloent-hi nombrosos cranis i esquelets complets, fent d'aquesta espècie la segona més ben coneguda després de P. mongoliensis.
P. sinensis és fàcilment disingible de les altres espècies per nombrosos trets del crani. Els cranis adults són més petits que els de P. mongoliensis i tenen menys dents. Únicament, l'os premaxil·lar contacta amb l'os jugal a l'exterior del crani. Els jugals sobresurten cap als costats, formant "banyes" proporcionalment més amples que en qualsevol altra espècie de psitacosaure exceptuant P. sibiricus i P. lujiatunensis. Degut a les galtes sobresortints, el crani és més ample que llarg. Una petita "banya" està present darrere l'ull, en el contacte del jugal amb els ossos postorbitals, un tret també observat en P. sibiricus. La mandíbula inferior no presenta una obertura, o fossa, vista en altres espècies, i tota la mandíbula inferior s'inclina cap a l'exterior, donant a l'animal l'aparença de prognatisme. El crani d'un adult de P. sinensis podia arribar als 11,5 centímetres de longitud.

## Psittacosaurus youngi
El paleontòleg xinès Zhao Xijin va anomenar aquesta nova espècie en honor del seu mestre, C.C. Young, l'any 1962. De totes maneres, l'espècimen tipus de Psittacosaurus youngi (un esquelet parcial i un crani) foren descoberts a les mateixes roques que P. sinensis i sembla que són molt similars. Així doncs, generalment es considera P. youngi com a sinònim més modern d'aquesta altra espècie més ben coneguda.

## Psittacosaurus guyangensis
La meitat frontal del crani trobat al comtat de Guyang, a la regió autònoma de Mongòlia Interior de la Xina, fou descrit com a Psittacosaurus guyangensis l'any 1983. Si bé és diferent de l'espècimen tipus de P. mongoliensis, sí que cau dins el rang de variació individual observat en altres espècimens d'aquesta espècie i ja no és considerada com a espècie vàlida.

## Psittacosaurus xinjiangensis
L'any 1988, Zhao i el paleontòleg americà Paul Sereno van descriure el Psittacosaurus xinjiangensis, anomenat en referència a la regió autònoma de Xinjiang, on fou descoberta. Es van trobar nombrosos individus d'edats diferents a principis de la dècada de 1970 per paleontòlegs xinesos i foren descrits per Sereno i Zhao, tot i que l'holotip i esquelet més complet pertanyia a un jove. Més tard es va trobar un esquelet d'un adult en una localitat diferent de Xinjiang. Aquests espècimens provenen de la part superior del grup Tugulu, que es considera de l'Aptià-Albià.
Aquesta espècie es distingeix per una "banya" jugal prominent que està aplanada en la terminació frontal, així com per altres trets de les dents. L'ílium, un dels tres ossos de la pelvis, també presenta un llarg procés ossi característic darrere de l'acetàbul (forat de la cintura). El fèmur d'un adult té una longitud d'uns 16 centímetres.

## Psittacosaurus meileyingensis

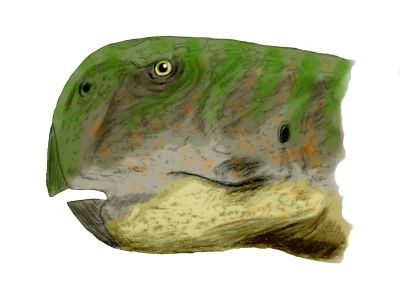
Psittacosaurus meileyingensis.

Una segona espècie fou descrita per Sereno i Zhao l'any 1988, conjuntament amb dos col·legues xinesos, fou el Psittacosaurus meileyingensis procedent de la formació Jiufotang, prop de la vila de Meileyingzi, província de Liaoning, al nord-est de la Xina. Aquesta espècie es coneix a partir de quatre cranis fòssils, un associat a algun material esquelètic, trobats l'any 1973 per científics xinesos. L'antiguitat de Jiufotang a Liaoning es desconeix, però a la província veïna de Mongòlia Interior, s'ha datat de fa uns 110 milions d'anys, de l'Albià del Cretaci inferior.

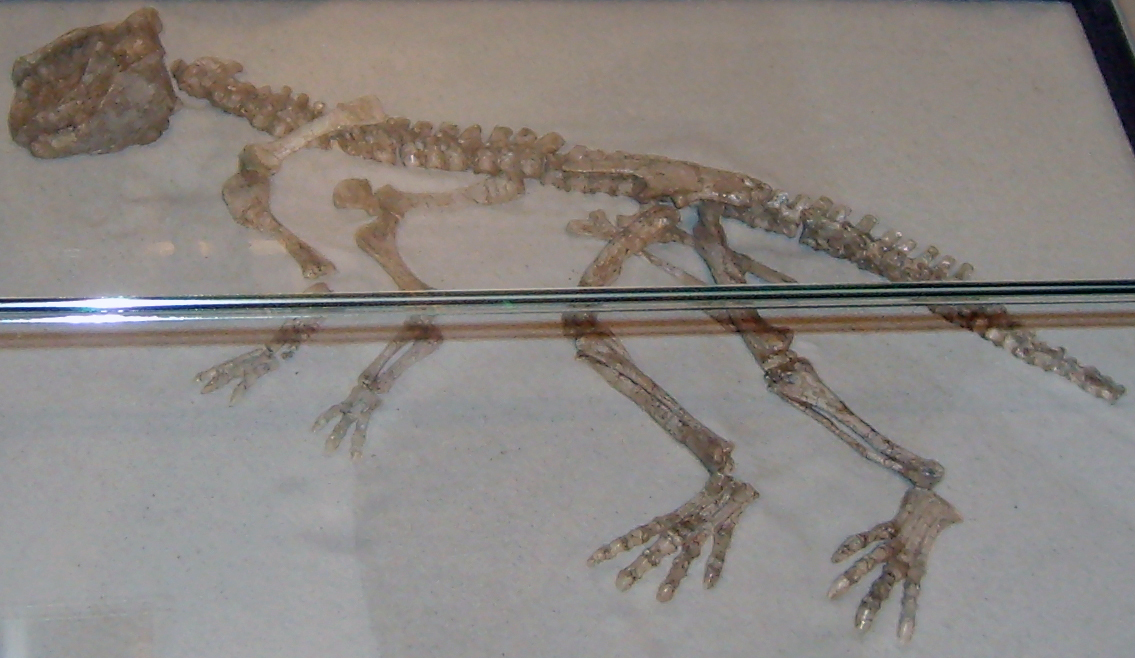
Fòssil de Psittacosaurus meileyingensis

P. meileyingensis presentava el musell i el collar del coll més curts de totes les espècies de psitacosaure, fent del perfil del seu crani d'una forma quasi circular. L'òrbita ocular és gairebé triangular i hi ha una brida prominent en el marge inferior del dentari, un tret també observat en P. major i, en menor mesura, en P. mongoliensis, P. lujiatunensis, P. sattayaraki i P. sibiricus. El crani tipus complet, probablement d'un adult, fa 13,7 centímetres de longitud.

## Psittacosaurus sattayaraki
El paleontòleg francés Eric Buffetaut i un col·lega tailandés, Varavudh Suteethorn, van descriure una mandíbula superior i inferior de l'Aptià-Albià de la formació Khok Kruat de Tailàndia l'any 1992, donant-li el nom de Psittacosaurus sattayaraki. L'any 2000, Sereno va qüestionar la validesa d'aquesta espècie, citant la naturalesa erosionada i fragmentària de les restes, i fent notar l'absència de trets característics del gènere Psittacosaurus. De totes maneres, l'any 2002 els autors originals van publicar noves imatges del fòssil que semblen mostrar dents en la mandíbula inferior que exhibeixen columnes bulboses verticals característiques dels psitacosaures. Altres autors també n'han defensat la validesa, mentre alguns altres continuen dubtant-ne.
El dentari de P. sattayaraki té una brida similar a la que es troba en P. mongoliensis, P. sibiricus, P. major, P. lujiatunensis i P. meileyingensis, tot i que és menys pronunciada que en aquestes espècies. El material sembla més o menys de la mateixa mida que el de P. sinensis. Si aquesta espècie és vàlida, és l'espècie d'aquest gènere trobada més al sud.

## Psittacosaurus neimongoliensis

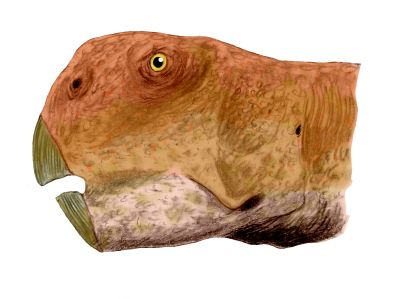
Psittacosaurus neimongoliensis.

El canadenc Dale Russell i el xinès Zhao van descriure dues espècies noves l'any 1996. La primera fou anomenada Psittacosaurus neimongoliensis, en referència al nom de Mongòlia Interior en xinès mandarí. Es basa en un esquelet fòssil quasi complet, incloent-hi la major part del crani, trobat a la formació Ejinhoro del Cretaci inferior amb uns altres set individus.
L'os frontal de P. neimongoliensis és distintivament estret en comparació amb altres espècies, resultant en un crani més estret en el seu conjunt. L'isqui de la pelvis és més llarg que el fèmur, fet que fa a aquest psticaosaure diferent d'altres espècies de les que es coneixen aquestes ossos. L'espècimen tipus té un crani de 13,2 centímetres de longitud i una longitud femoral de 13 centímetres, però no s'ha desenvolupat completament. Un adult de P. neimongoliensis probablement era més petit que P. mongoliensis, amb un crani i cua proporcionalment més llargs.

## Psittacosaurus ordosensis

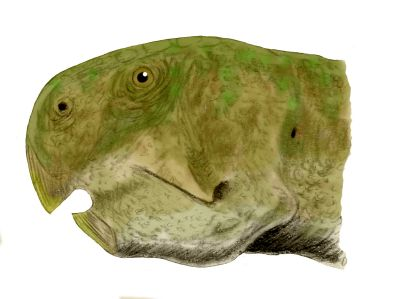
Psittacosaurus ordosensis.

Russell i Zhao van anomenar a Psittacosaurus ordosensis l'any 1996, en referència a la prefactura d'Ordos, en la Regió Autònoma de Mongòlia Interior. L'espècimen tipus és un esquelet quasi complet, que inclou part del crani. Tanmateix, només s'han descrit el crani, la mandíbula inferior i un peu. S'han atribuït uns altres tres espècimens a aquesta espècie però encara no s'han descrit. Com P. neimongoliensis, aquesta espècie es va descobrir a la formació Eijnhoro.
Es pot distingir a P. ordosensis per nombrosos trets dels jugals, que presentaven unes "banyes" molt prominents. També es tracta de l'espècie coneguda més petita. Un crani d'adult mesura només 9,5 centímetres de longitud.

## Psittacosaurus mazongshanensis
Xu Xing, un altre paleontòleg xinès, va anomenar una nova espècie de psitacosaure l'any 1997, basant-se en un crani complet amb vèrtebres associades i una extremitat anterior. Aquest material fòssil fou recuperat a la província de Gansu, prop del límit amb Mongòlia Interior. Aquesta espècie fou anomenada Psittacosaurus mazongshanensis en referència a la muntanya propera anomenada Mazongshan i fou descrit de manera preliminar. Malauradament, el crani fou malmés mentre estava sota la tutela de l'Institut de Paleontologia de Vertebrats i Paleoantropologia xinès (IVPP) i es van perdre nombrosos fragments, incloent-hi totes les dents. Les restes foren trobades a la formació de la baixa Xinminbao, que no s'ha datat amb precisió, tot i que hi ha proves que es va dipositar des del Barremià tardà fins a l'Aptià.
Sereno va suggerir l'any 2000 que P. mazongshanensis era un nomen dubium, sense cap característica que el separés de cap altra espècie de psitacosaure. Tanmateix, autors més recents han comentat que pot ser distingit pel seu musell proporcionalment llarg en comparació amb altres espècies de psitacosaure, així com per la protuberància òssia, apuntant cap a fora i cap avall, al maxil·lar i a la mandíbula superior. Altres trets originalment utilitzats per a distingir l'espècie s'han reconegut com a resultat de la deformació del crani després de la fossilització.

## Psittacosaurus sibiricus

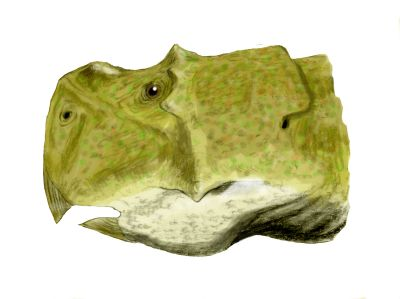
Psittacosaurus sibiricus.

A principis de la dècada de 1950, paleontòlegs russos van començar a excavar restes de psitacosaure en una localitat propera al poble de Shestakovo, en l'óblast de Kemerovo, a Sibèria. Es van explorar dues localitats properes a la dècada dels 1990, en una d'elles es van trobar nombrosos esquelets sencers. Aquesta espècie fou anomenada Psittacosaurus sibiricus l'any 2000 en un article científic escrit per cinc paleontòlegs russos, però l'autoria del nom s'atribueix oficialment a dos d'aquests autors, Alexei Voronkevich i Aleksandr Averiànov. Les restes no foren completament descrites fins a l'any 2006. Es coneixen dos esquelets quasi complets, esquelets articulats i material desarticulat divers d'altres individus de totes les edats procedents de la formació Ilek de Sibèria, que data d'entre l'Aptià i l'Albià del Cretaci inferior.
P. sibiricus és l'espècie més grossa de psitacosaure coneguda. El crani de l'espècimen tipus fa 20,7 centímetres de longitud i el fèmur fa 22,3 centímetres de longitud. També és distinctiu pel collar al coll, que és més llarg que el d'altres espècies, mesura entre el 15% i el 18% de la longitud del crani. Un altre tret xocant de P. sibiricus és el nombre de "banyes" al voltant dels ulls, amb tres prominències a cada postorbital, i una davant de cada ull, sobre l'os palebral. S'han trobat "banyes" similars sobre el postorbital de P. sinensis, no són tan pronunciades però poden ser homòlogues. El jugal té unes "banyes" extremadament prominents i pot contactar amb el premaxil·lar, ambdós caràcters també s'inclouen en el possiblement emparentat P. sinensis. Hi ha una brida sobre el dentari de la mandíbula inferior, de manera similar a P. mongoliensis, P. meileyingensis i P. sattayaraki. P. sibiricus es pot separar de la resta d'espècies de psitacosaure per la combinació de 32 trets anatòmics, incloent-hi sis que són únics d'aquesta espècie. La majoria dels detalls del crani, però un dels trets inusuals és la presència de 23 vèrtebres entre el crani i la pelvis, a diferència de les 21 i 22 de les altres espècies de les que es coneixen vèrtebres.

## Psittacosaurus lujiatunensis

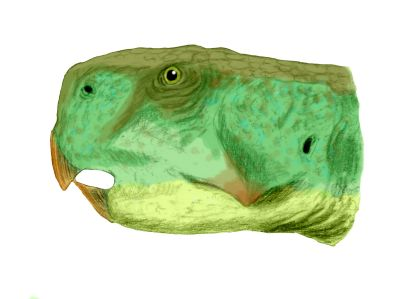
Psittacosaurus lujiatunensis.

Psittacosaurus lujiatunensis, anomenat l'any 2006 pel paleontòleg xinès Zhou Chang-Fu i tres col·legues xinesos, és una de les espècies més antigues conegudes. Es basa en quatre cranis descoberts als estats inferiors de la formació Yixian a la província de Liaoning, prop del poble de Lujiatun. Aquest estrat s'ha datat de manera diferent per diferents autors, de fa 128 milions d'anys en el Barremià, fins fa 125 milions d'anys en l'Aptià inferior. P. lujiatunensis fou contemporani a l'altre gènere de psitacosàurid, Hongshanosaurus, que es va trobar als mateixos estrats.
El crani tipus de P. lujiatunensis mesurava 19 centímetres de longitud, mentre que el crani més gran conegut feia 20,5 centímetres, és a dir que aquesta espècie era d'una mida similar a P. mongoliensis i P. sibiricus. Hi ha una fossa a davant de l'ull, com en P. mongoliensis. L'os jugal sobresurt àmpliament cap a l'exterior, fent el crani més àmpli que llarg, com passa en P. sinensis. Els jugals que sobresurten àmpliament també es troben en P. sibiricus i P. major. P. lujiatunensis no presenta "banyes" postorbitals vistes en P. sinensis o P. major. En general, es pensa que aquesta espècie presenta força caràcters primitius en comparació amb altres espècies de psitacosaure, fet consistent amb la seva antiguitat geològica.

## Psittacosaurus major

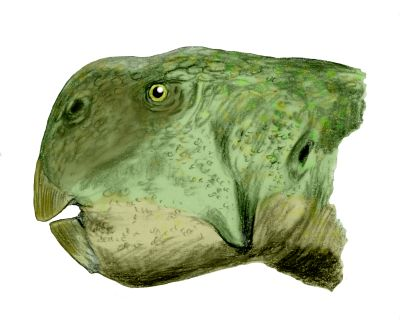
Psittacosaurus major.

Les restes fòssils de Psittacosaurus major s'han trobat als estrats inferior de la formació Yixian, a prop de la ciutat de Beipiao, en la província Liaoning. P. major, anomenat així per les grans dimensions del seu crani, fou descrit per Sereno, Zhao i dos col·legues l'any 2007. Es coneix a partir d'un esquelet quasi complet amb crani, sembla que va viure al mateix temps que P. lujiatunensis.
P. major es caracteritza per presentar un gran crani, que feia el 39% de la longitud del tors, comparat amb el 30% de P. mongoliensis. El crani tipus mesura 20,3 centímetres, més llarg que el fèmur, de 19,7 centímetres. Aquests ossos són més llargs que els del tipus de P. mongoliensis però entren dins del rang de mida observat en aquesta espècie. A part de la seva gran mida, el crani es caracteritza per un musell extremadament estret i per presentar "banyes" jugals més llargues que les de qualsevol altra espècie exceptuant P. sinensis, P. lujiatunensis i P. xinjiangensis. Les banyes estan en un angle lleugerament inclinat cap avall en lloc de directament cap enfora, com es veu en aquestes altres espècies. La brida del dentari s'assembla a la de P. meileyingensis però és encara més prominent.

## Psittacosaurus gobiensis
L'espècie descrita més recentment és Psittacosaurus gobiensis, de Mongòlia Interior. P. gobiensis, anomenada en referència a la regió on fou trobat l'any 2001, és un petit dinosaure (d'un metre de longitud) descrit per Sereno, Zhao i Lin l'any 2009.

## Espècimens sense assignar
Molts altres espècimens no s'han pogut classificar dins de cap espècie en particular o encara no s'han assignat a cap. Generalment es fa referència a aquests espècimens com a Psittacosaurus sp., tot i que no s'assumeix que pertanyen a la mateixa espècie.
S'han trobat més de 200 espècimens de psitacosaure a la formació Yixian de la província de Liaoning, que és famosa pels seus fòssils de dinosaures emplomats. La gran majoria d'aquests espècimens no s'han assignat a cap espècie publicada, tot i que molts estan ben conservats i alguns s'han descrit parcialment.
Es van excavar gairebé 100 esquelets de psitacosaure a Mongòlia durant els estius de 2005 i 2006 per un equip liderat pel paleontòleg mongol Bolortsetseg Minjin i l'americà Jack Horner. Tot i que de Mongòlia només s'ha descrit P. mongoliensis, aquests espècimens encara estan en preparació i no s'ha assignat a cap espècie.